# Gatien Lapointe
Pour les articles homonymes, voir Lapointe.
Gatien Lapointe est un écrivain et poète québécois né le 18 décembre 1931 et mort le 15 septembre 1983 à sa résidence de Sainte-Marthe-de-Champlain et inhumé à Sainte-Justine. Il est un des fondateurs de la maison d'édition Écrits des Forges.

## Biographie
Gatien Lapointe (baptisé sous le prénom Joseph Fernand Gatien) naît le 18 décembre 1931 à Sainte-Justine, comté de Dorchester (aujourd’hui dans la MRC des Etchemins). Il est le douzième enfant — sur quatorze — d’Évangéliste Lapointe et d’Élisa Lessard. Les parents de Gatien Lapointe ont une ferme et leur vie est modeste (p. 53). Il fait ses études primaires à l’école de Sainte-Justine. Le 30 août 1944, son père décède à l’âge de 52 ans. L’année suivante, il entre au Petit Séminaire de Québec pour faire son cours classique (p. 53). En 1950, sans avoir complété son cours classique qui dure normalement huit ans, il quitte le séminaire pour déménager à Montréal et entrer à l'École des arts graphiques de Montréal (p. 54) où il apprend, entre autres, le théâtre, la peinture et la musique et où il s’initie à l’édition. Il y étudie jusqu’en 1952, année où il entre à l’Université de Montréal en littérature.
« Le tout premier poème publié en revue par Lapointe date de 1952. Il a paru sous le titre Le parfum, dans Impressions, Revue de l’Association des élèves de l’École des arts graphiques (vol. 10) ».
En 1953, — il a alors vingt-deux ans — il publie à compte d’auteur son premier recueil de poésies Jour malaisé dont il « assume lui-même la mise en page et la production (p. 54)». Il participe la même année à une soirée de poésie, le 22 novembre, à la salle de bal de l'hôtel Windsor aux côtés d’Anne Hébert, de Wilfrid Lemoine et Gaston Miron entre autres et des comédiens font la lecture des poèmes de ces écrivains. En décembre de la même année, il fait paraître dans la Revue Dominicaine à l’occasion de Noël, le poème Une prière oubliée.
Deux ans plus tard, il publie son deuxième livre Otages de la joie aux Éditions de Muy qu’il a cofondées avec Georges Cartier (p. 54). Il obtient, à l’Université de Montréal, son baccalauréat en 1955, et sa maîtrise en 1956 (p. 54) avec un mémoire sur le poète Paul Éluard : L’expérience intérieure de Paul Éluard. Même s’il vit dans des conditions financières difficiles, il va quand même visiter New York, Boston, Philadelphie. Toujours la même année, il termine l’écriture de son Journal (1950-1956)  avant de quitter le Québec pour aller étudier à la Sorbonne et au Collège de France à Paris grâce à une bourse de la Société royale du Canada. Il y obtient son doctorat en présentant une thèse aussi sur Paul Éluard. Il écrit en 1961 alors qu’il est toujours en exil, L’Ode au Saint-Laurent (p. 33) précédé de J’appartiens à la terre. En 1962, il reçoit le prix français du Club des poètes pour Le Temps premier écrit en France. Pendant son séjour de six ans en France, il en profite pour voir des concerts, fréquenter les musées, les galeries d’art, les théâtres (p. 54). Il visite l’Italie et l’Espagne.
Il retourne au Québec en 1962 en plein milieu de la Révolution tranquille et il travaille comme professeur de littérature et de français au Collège militaire royal de Saint-Jean. Il envoie des poèmes à Radio-Canada et aussi des textes dont les principaux portent sur l’artiste visuel Ossip Zadkine, sur le poète Jules Supervielle, sur le penseur Zarathoustra, sur le philosophe Aristote et sur le théologien Thomas d'Aquin. Il publie en 1963 son recueil L’Ode au Saint-Laurent (p. 34), œuvre qui « inaugure la collection Les Poètes du Jour aux Les Éditions du Jour; ce recueil contient certains poèmes qui ont déjà paru dans différents journaux et revues, dont « Cité libre, Liberté, Maintenant, Le Devoir, La Presse et Mercure de France ». La même année, il fait un voyage en Scandinavie, pour voir la calotte polaire.
Entre 1962 et 1968, il devient lecteur et éditeur de manuscrits aux Éditions du Jour et « ce sont 17 recueils de la collection Les Poètes du Jour qui paraissent sous la supervision de Lapointe (p. 55) ». Sans quitter son poste de professeur au collège militaire ni son travail éditorial, il est aussi professeur invité à l'Université McGill de 1963 à 1964, et à l’Université Carleton en 1965 (p. 55) ». Il publie en 1967 Le premier mot précédé de Le Pari de ne pas mourir.
En 1969, il quitte son poste à Saint-Jean-sur-Richelieu et entre à l’Université du Québec à Trois-Rivières — qui en est à ses balbutiements — comme animateur d’ateliers de création littéraire, ateliers qu’il animera jusqu’à la fin de ses jours.
Le 27 mars 1970, il participe à la mythique Nuit de la poésie, organisée par Gaston Miron à la salle Le Gesù de Montréal. Cet événement est filmé par l’ONF et Jean-Pierre Matte avec Jean-Claude Labrecque en assument la réalisation. La soirée réunit certains des plus grands poètes du Québec dont Claude Gauvreau, Raôul Duguay, Gérald Godin, Denis Vanier, Raymond Lévesque qui y déclament leurs œuvres. Et évidemment Gatien Lapointe : « Le texte qu’il a choisi de lire cette nuit-là est Le printemps du Québec, qu’il a fait paraître une semaine auparavant sous forme de poème-affiche dans le journal La Presse ».
Le 5 avril 1970, Gatien Lapointe met sur pied un premier récital de poésie à Trois-Rivières qui se tient au Centre culturel, soirée où ses étudiants comme Gaston Bellemare, Danielle Panneton et Yves Beauchesne présentent leur texte pour la première fois devant public. La salle est comble. Gatien Lapointe signe la gouache qui apparaît sur la page couverture du programme du récital.
Il est par la suite professeur de poésie et de création littéraire au département des lettres à l’UQTR. Parmi ses étudiants figure le poète rock Lucien Francoeur, dont il dirigera le mémoire de maîtrise.
Parallèlement à son travail de professeur, en 1971, avec Bernadette Guillemette, André Dionne, Gaston Bellemare et Gérard-Claude Fournier, il cofonde les Éditions des forges — devenu aujourd’hui les Écrits des Forges — maison d’édition dont il assume la direction et le travail éditorial jusqu’à sa mort. Cette maison d’édition est aidée financièrement par l’Université du Québec à Trois-Rivières à ses débuts. De jeunes auteurs comme Yves Boisvert, Lucien Francoeur, Bernard Pozier, Louis Jacob (poète) et Denuis Saint-Yves sont alors publiés. Et Gatien Lapointe y poursuit son travail éditorial (p. 55), (p. 34). En plus des Écrits des Forges, il cofonde et dirige la revue Atelier de production littéraire de la Mauricie (p. 57) qui, en plus des auteurs trifluviens « n’a pas manqué d’intégrer les écrivains d’ailleurs à ceux de Trois-Rivières ».
Entre 1967 et 1980, Gatien Lapointe est occupé par son travail de professeur et d’animateur d’ateliers de création littéraire. Il est aussi lecteur de manuscrits, éditeur, maître de conférence dont celle sur la Poésie canadienne-française et poésie québécoise: deux images de l’homme en juillet 1968. Il siège aussi sur plusieurs jurys tant et si bien que pendant cette période, il ne publie aucun livre (p. 57), (p. 35).
En mars 1980, dix ans après Nuit de la poésie, il participe au pavillon Judith Jasmin de l’Université du Québec à Montréal, à la deuxième grande nuit  Nuit de la poésie qui est aussi filmée par Jean-Claude Labrecque et Jean-Pierre Masse de l’ONF. Il est aux côtés d’Anne Hébert, Michel Garneau, Gilbert Langevin, et al.
Toujours en 1980, après treize ans d’absence, il entreprend la publication de la seconde partie de son œuvre. Il fait paraître d’affilée Arbre-radar (dont les poèmes étonnent la critique par sa modernité, sa densité et sa sensualité), Chorégraphies d’un pays (poème liminaire de l’album de photographies de Mia Matthes et Klaus Matthes), Corps et graphies (inspiré par la pièce Oscellus, du Pilobolus Dance Theatre qu’il a vu à la Place des Arts), Barbare inouï et Corps-transistor (tous deux  un prolongement direct d'Arbre-radar et Le Premier Paysage.
En 1983, est lancé le disque vinyle Corps de l'instant/anthologie 1956-1982, enregistré au Studio Vert, avec les textes et la voix de Gatien Lapointe.
« Gatien Lapointe poursuit sa double carrière d'auteur et d'éditeur jusqu'au 15 septembre 1983, alors qu'il meurt d'une crise cardiaque à l'âge de 51 ans (p. 58) » dans sa maison à Champlain.
Gatien Lapointe demeure un auteur de poésie populaire dans les années 1990, la réimpression de plusieurs de ses œuvres, dont L’Ode au Saint-Laurent et Arbre-radar en témoignent. Toute sa vie, il démontre un intérêt marqué pour d’autres formes d’art comme la photographie, les arts visuels, la musique (p. 58).

## Œuvres
Les informations ci-dessous sont tirées de Bibliothèque et Archives nationales du Québec et d'Archives nationales du Canada

### Livres imprimés
À part plusieurs poèmes et articles publiés dans les journaux et les revues, voici les titres, dont certains ont connu des réimpressions.
- 1953 : Jour malaisé : Offrande, musiques peintes, aquarelles d'automne, chiffons de lumière, étoiles mortes, murailles du soir, jour malaisé, Montréal : éd. G. Lapointe, 1953, 93 p.

- 1955 : J’ai allumé un feu, poème liminaire de la Revue dominicaine, vol. XL, tome II, Montréal, novembre 1954. p. 11.

- 1955 : Otages de la joie, Montréal : Éditions de Muy, 1955, 44 p., note(s) : « date de l'achevé d'imprimer: le vingt-cinq mars mil neuf cent cinquante-cinq ».

- 1962 : Le Temps premier suivi de Lumière du monde, Paris : éd. Jean Grassin, 1962, 46 p., « Poètes présents ; 59 », (Prix du Club des poètes).

- 1963 : Ode au Saint-Laurent précédé de J'appartiens à la terre et de Le Chevalier de neige, Montréal : Éditions du Jour, « collection Les Poètes du jour », 1963, 94 p., note(s) : certains des poèmes de J'appartiens à la terre ont paru dans divers revues et journaux; ce recueil a connu plusieurs réimpressions; note(s); 1969 : quatrième édition revue et corrigée; 1966 : Prix de la Province de Québec, Prix Du Maurier et Prix du Gouverneur général.

- 1967 : Le Premier mot précédé de Le Pari de ne pas mourir, Montréal : Éditions du Jour, « collection Les Poètes du jour », 1967, 99 p., note(s) : tous les exemplaires sont numérotés; date de l'achevé d'imprimer: le vingt et unième jour d'avril mil neuf cent soixante-sept, (Prix de la Province de Québec).

- 1968 : Québec et l’île d’Orléans, Poulain, Mariette-G et Paul, Klauss, introduction de Gatien Lapointe, trad. Michael Godfrey, Québec : Éditions du Pélican, 1968, 155 p., ill., note(s) : version bilingue, photographies du Québec et de l’île d’Orléans.

- 1980 : Arbre-radar, Montréal : Éditions de l'Hexagone, 1980, 139, [3] p.  (ISBN 2890061698).

- 1981 : Chorégraphie d'un pays, texte liminaire de Québec, album de photographies de Mia et Klaus, Montréal : éd. Libre Expression, 1981, p. I à VIII, 208 p., ill. en couleurs, portr., note(s) : "L'édition originale de Québec contient 189 photographies en couleurs"  (ISBN 2891110765).

- 1981 : Corps et Graphies, avec une eau-forte de Christiane Lemire, Trois-Rivières : Éditions du Sextant, 1981, non paginé; 18 f.; 1 f. de planche, note(s) : en cahiers dans un portefeuille  (ISBN 2920260030).

- 1981 : Barbare inouï, avec un dessin de Louis Desaulniers, Trois-Rivières : Écrits des Forges, 1981, non paginé, portefeuille (20 f.), « Collection Radar », note(s) : (en cahiers)  (ISBN 2890460401)

- 1981 : Corps-transistor, dans Instantanés, Atelier de production littéraire, n° 15, Trois-Rivières, 1981, p. 55-73, note(s) : neuf poèmes, accompagnés de reproductions de peintures étrusques(p. 36)[16].

- 1983 : Le Premier Paysage, avec quinze dessins de Christiane Lemire, Trois-Rivières : Écrits des Forges, 1983, non paginé, 40 f., 15 f. de pl. en couleurs, « Collection Radar », note(s) : 15 poèmes, 15 dessins; poèmes transcrits à la main par Gatien Lapointe sur parchemin Vent d'Automne des Papeteries Saint-Gilles de Saint-Joseph-de-la-Rive; chaque exemplaire est accompagné de quinze dessins originaux de Christiane Lemire. Cf. f. [29].  (ISBN 2890460398) (br.).

- 1983 : Ouvrage, avec 14 estampes originales de Suzie Allen... et coll., et deux textes de Gatien Lapointe, Trois-Rivières : Les Artistes, 1983, 1 emboîtage ([4] feuilles, [14] feuilles de pl. : certaines en couleur.

- 1986 : Instant-phénix, Napierville?: édition pirate (s.n.), 1986, 84 p..

- 2002 : Tard dans la nuit, réédition de l’œuvre de Gatien Lapointe avec 6 fusains de Célyne Fortin, Trois-Rivières : Écrits des Forges, 2002, 53 p., ill. ; « collection L’enclume », note(s) : ce recueil inaugure la nouvelle collection « L’enclume » des Écrits des Forges; avec des poèmes qui ont paru dans divers journaux et revues ou qui ont été enregistrés sur bande sonore par le poète lui-même  (ISBN 2-89046-710-4).

- 2016 : Poèmes retrouvés (de Gatien Lapointe), choisis et présentés par Jacques Paquin Trois-Rivières : Écrits des Forges; 2016, 224 p., note(s) : un recueil de poèmes inédits de Gatien Lapointe, comprend des références bibliographiques  (ISBN 9782896453214).

- 2020 : Journal 1950-1956 : édition de Jacques Paquin, Québec : Presses de l'Université Laval, 2020, 117 p., ill. ; « Série Portages » note(s) : comprend des références bibliographiques (pages 113-117);  (ISBN 9782763746388).

### Disque vinyle
- 1983 : Corps de l'instant/Anthologie 1956-1982, disque vinyle : textes et voix de Gatien Lapointe, rétrospective de son œuvre sur disque vinyle ou cassette avec livret, Trois-Rivières : Écrits des Forges, 1983, 1 disque : analogique, 33 ⅓ r/min, stéréo, durée totale : 44 :34; musique de Maurice Jacob, Pierre Tremblay, Quentin Meek; note(s) : livret ([12] p.) avec textes et distributions inséré dans la pochette  (ISBN 2-89046-046-0).

### Œuvres traduites
Voici quelques titres qui ont été traduits en anglais ou en espagnol.
- 1973 : Confrontation/ Face à face, en anglais traduit par Fred Cogswell, Fredericton (New Brunswick) : Fiddlehead Poetry Books, 1973, 26 p., note(s) : titre original : Face à Face, poème tiré du volume Le premier mot précédé de Le pari de ne pas mourir,  (ISBN 978-0919197640 et 0919197647).

- 2005 : Oda al San Lorenzo, texte de Gatien Lapointe, traduction : Marco Antonio Campos, Trois-Rivières, Écrits des Forges; México :Universidad Nacional Autónoma de México, 2005, 129 p., « Écrits des Forges poésie internationale », « Colección Terredades », note(s) : Publ. en collab. avec: Chihuahua, Gobierno del Estado, Secretaría de Educación y Cultura  (ISBN 9786070014802).

- 2009 : La primera palabra (Le premier mot), Gatien Lapointe, traduction de Gabriel Martín, Tlaquepaque (México) : Mantis Editores ; Trois-Rivières : Écrits des Forges, 2009, 129 p, « Colección Terredades », note(s) : publ. en collab. avec: Chihuahua, Gobierno del Estado, Secretaría de Educación y Cultura (Écrits des Forges :  (ISBN 978-2-89645-137-1) --) (Mantis :  (ISBN 978-607-00-1480-2)).

## Prix et hommages

### De son vivant
- 1952 : mention au 37e Concours-Examen du Studio-Théâtre[17].

- 1962 : Prix du Club des Poètes (France), pour Le Temps premier.

- 1963 : Prix du Gouverneur général, pour Ode au Saint-Laurent.

- 1963 : Prix Du Maurier, pour Ode au Saint-Laurent.

- 1963 : Prix de la province de Québec, pour Ode au Saint-Laurent.

- 1965 : Ode au Saint-Laurent, document sonore, inspiré par le poème de Gatien Lapointe, musique composée par André Prévost, voix récitant le poème, durée : 41 min, note(s) : voix solo, avec ensemble de chambre. (ISN : 400768).

- 1965 : Musiques peintes, poèmes de Gatien Lapointe (Musiques peintes, Tu te souviens et Soleils d’été), musique d’André Prévost;  pour ténor et piano, note(s) : enregistrement sonore interprétée par Jean-Louis Pellerin (ténor) et John Newmark.

- 1967 : Prix de la province de Québec, pour Le Premier Mot

### Posthumes
- 1984 : Gatien Lapointe reçoit le Prix de littérature Gérald-Godin, à titre posthume.

- 1984 : enregistrement d’une soirée Hommage à Gatien Lapointe en avril par Radio-Québec, et diffusée en septembre 1984. Avec, entre autres, en prestation : Françoise Faucher, Liane Montplaisir, Alphonse Piché, et en entrevues : le poète Yves Boisvert, Bernadette et Armand Guilmette et al. Une réalisation de Robert Desfonds.

- En 1985, le prix Gatien-Lapointe en poésie est créé. Ce prix devient en 2003, le Prix de poésie Gatien-Lapointe–Jaime-Sabines et il est remis, à l'occasion du Festival international de la poésie de Trois-Rivières. Ce prix est remis en alternance à un poète québécois et mexicain.

- Le 4 octobre 1990 a lieu un colloque sur l’œuvre de Gatien Lapointe, événement qui a donné naissance au livre Gatien, tout simplement (Écrits des Forges).

- Le 21 février 1994[18], une bibliothèque de Trois-Rivières est nommée en son honneur et devient la bibliothèque Gatien-Lapointe.

- Le 13 décembre 1996, une rue de la municipalité de Sainte-Justine — son village natal — est nommée rue Gatien-Lapointe.

- Une plaque commémorative en son honneur a été installée au Département de français de l’Université du Québec à Trois-Rivières), avec ses vers suivants : « Mes routes ne sont que des tremblements / Et j’avance pour continuer de naître. »